# WTA de Perúgia
O WTA de Perúgia – ou Ellesse Grand Prix, na última edição – foi um torneio de tênis profissional feminino.
Realizado em Perúgia, centro da Itália, estreou em 1980 e durou seis edições. Os jogos eram disputados em quadras de saibro durante o mês de julho.
Foi uma das transferêncas temporárias do WTA de Roma durante os anos 1980, que também aconteceu em Tarento. A edição de 1986, no entanto, não é reconhecida como parte do Aberto da Itália.

### Simples
| Ano                              | Campeã            | Vice-campeã           | Resultado     |
| -------------------------------- | ----------------- | --------------------- | ------------- |
| 1986                             | Nathalie Herreman | Csilla Bartos-Cserepy | 6–2, 6–4      |
| Torneio não realizado entre 1985 |                   |                       |               |
| 1984                             | Manuela Maleeva   | Chris Evert-Lloyd     | 6–3, 6–3      |
| 1983                             | Andrea Temesvári  | Bonnie Gadusek        | 6–1, 6–0      |
| 1982                             | Chris Evert-Lloyd | Hana Mandlíková       | 6–0, 6–2      |
| 1981                             | Chris Evert-Lloyd | Virginia Ruzici       | 6–1, 6–2      |
| 1980                             | Chris Evert-Lloyd | Virginia Ruzici       | 5–7, 6–2, 6–2 |

### Duplas
| Ano                              | Campeãs                         | Vice-campeãs                      | Resultado      |
| -------------------------------- | ------------------------------- | --------------------------------- | -------------- |
| 1986                             | Carin Bakkum Nicole Jagerman    | Csilla Bartos-Cserepy Amy Holton  | 6–4, 6–4       |
| Torneio não realizado entre 1985 |                                 |                                   |                |
| 1984                             | Iva Budařová Helena Suková      | Kathleen Horvath Virginia Ruzici  | 7–65, 1–6, 6–4 |
| 1983                             | Virginia Ruzici Virginia Wade   | Ivanna Madruga Catherine Tanvier  | 6–3, 2–6, 6–1  |
| 1982                             | Kathleen Horvath Yvonne Vermaak | Billie Jean King Ilana Kloss      | 2–6, 6–4, 7–6  |
| 1981                             | Candy Reynolds Paula Smith      | Chris Evert–Lloyd Virginia Ruzici | 7–5, 6–1       |
| 1980                             | Hana Mandlíková Renáta Tomanová | Ivanna Madruga Adriana Villagrán  | 6–4, 6–4       |